# Белова парализа
Белова парализа је врста парализе лица која резултира привременом немогућношћу контроле мишића лица на захваћеној страни лица. Симптоми могу варирати од благих до тешких. Они могу укључивати трзање мишића, слабост или потпуни губитак способности кретања једне или, у ретким случајевима, обе стране лица. Остали симптоми укључују спуштање капака, промену укуса и бол око уха. Обично се симптоми јављају након 48 сати. Белова парализа може изазвати повећану осетљивост на звук познат као хиперакузија.
Узрок Белове парализе је непознат. Фактори ризика укључују дијабетес, недавну инфекцију горњих дисајних путева и трудноћу. Настаје услед дисфункције VII кранијалног нерва (фацијалног нерва). Многи верују да је то због вирусне инфекције која доводи до отока. Дијагноза се заснива на изгледу особе и искључујући друге могуће узроке. Остала стања која могу изазвати слабост лица су тумор на мозгу, мождани удар, Ремзи Хантов синдром тип 2, мијастенија гравис и Лајмска болест.
Стање се обично побољшава само од себе, а већина постиже нормалну или скоро нормалну функцију. Утврђено је да кортикостероиди побољшавају исходе, док антивирусни лекови могу бити од мале додатне користи. Око треба заштитити од исушивања употребом капи за очи или фластера за очи. Операција се генерално не препоручује. Често знаци побољшања почињу у року од 14 дана, са потпуним опоравком у року од шест месеци. Неки се можда неће потпуно опоравити или ће се симптоми поново појавити.
Белова парализа је најчешћи узрок једностране парализе фацијалног нерва (70%). Јавља се код 1 до 4 на 10.000 људи годишње. Око 1,5% људи је погођено у неком тренутку свог живота. Најчешће се јавља код људи између 15 и 60 година . Мушкарци и жене су подједнако погођени. Име је добио по шкотском хирургу Чарлсу Белу (1774–1842), који је први описао везу фацијалног нерва са овим стањем.

## Историја
Персијски лекар Мухамед ибн Закарија ал-Рази (865–925) детаљно је описао први познати опис периферне и централне парализе лица.
Корнелис Сталпарт ван дер Вил (1620–1702) је 1683. дао извештај о Беловој парализи и приписао заслуге персијском лекару Ибн Сини (980–1037) што је пре њега описао ово стање. Описали су га и Џејмс Даглас (1675–1742) и Николаус Антон Фридрајх (1761–1836).
Шкотски неурофизиолог сер Чарлс Бел је 12. јула 1821. прочитао свој рад Краљевском друштву у Лондону, описујући улогу фацијалног нерва. Постао је први који је детаљно описао неуроанатомску основу парализе лица. Од тада се идиопатска периферна парализа лица назива Белова парализа, названа по њему.
Значајна особа са Беловом парализом је бивши премијер Канаде Жан Кретјен. Током канадских савезних избора 1993. године, Кретјеновог првог као лидера Либералне партије Канаде, опозициона Прогресивна конзервативна партија Канаде објавила је нападну рекламу у којој су га гласовни глумци критиковали због слика које су, чини се, наглашавале његове абнормалне изразе лица. Оглас је протумачен као напад на Кретјенов физички изглед и изазвао је широк гнев јавности, док је Кретјен користио оглас да би постао наклоњенији бирачима. Оглас је имао негативан ефекат на повећање Кретјеновог вођства у анкетама, а реакција која је уследила довела је до избора за либерале, које је странка победила убедљиво.

## Знаци и симптоми
Белову парализу карактерише једнострано обољење лица које се јавља у року од 72 сата. У ретким случајевима (<1%), може се јавити на обе стране што доводи до тоталне парализе лица.
Фацијални нерв контролише бројне функције, као што су трептање и затварање очију, осмех, мрштење, сузење, лучење пљувачке, ширење ноздрва и подизање обрва. Такође преноси осећај укуса из предње две трећине језика, кроз тимпани нерв цхорда (грана фацијалног нерва). Због тога, људи са Беловом парализом могу имати губитак осећаја укуса у предњем делу2⁄3 језика на захваћеној страни.
Иако фацијални нерв инервира стапедиусни мишић средњег ува (кроз бубну грану ), осетљивост на звук, што доводи до тога да се нормални звуци перципирају као веома гласни ( хиперакуза ), и дискакуза су могући, али једва да су клинички евидентни.
Иако је дефинисан као мононеуритис (који укључује само један нерв), људи са дијагнозом Белове парализе могу имати „безброј неуролошких симптома“ укључујући „пецкање лица, умерену или јаку главобољу/бол у врату, проблеме са памћењем, проблеме са равнотежом, ипсилатералне парестезије удова, ипсилатералну слабост удова, и осећај неспретности" који су "необјашњиви дисфункцијом фацијалног нерва".

## Узрок
Узрок Белове парализе је непознат. Фактори ризика укључују дијабетес, недавну инфекцију горњих дисајних путева и трудноћу.
Сматра се да неки вируси успостављају упорну (или латентну ) инфекцију без симптома, на пример, вирус варичела зостер  и Епстеин-Барр вирус, оба из породице херпеса. Реактивација постојеће (успаване) вирусне инфекције је сугерисана као узрок акутне Белове парализе. Ова нова активација може бити изазвана траумом, факторима околине и метаболичким или емоционалним поремећајима.
Породично наслеђе је пронађено у 4-14% случајева. Такође може постојати повезаност са мигренама.
У децембру 2020, америчка ФДА је препоручила да се примаоци вакцина Пфизер и Модерна ЦОВИД-19 прате због симптома Белове парализе након што је пријављено неколико случајева међу учесницима клиничког испитивања, иако подаци нису били довољни да се утврди узрочно-последична веза.

### Генетика
Метаанализа студије асоцијације на нивоу генома (ГВАС) идентификовала је прву недвосмислену повезаност са Беловом парализом.

## Патофизиологија
Белова парализа је резултат квара фацијалног нерва (VII кранијални нерв ), који контролише мишиће лица. Типична парализа лица је немогућност покретања мишића лица. Парализа је типа инфрануклеарног/доњег моторног неурона.
Сматра се да се као резултат упале фацијалног нерва ствара притисак на нерв где излази из лобање унутар његовог коштаног канала ( стиломастоидни форамен ), блокирајући пренос нервних сигнала или оштећујући нерв. Пацијенти са парализом лица за које се може пронаћи основни узрок не сматра се да имају Белову парализу пер се. Могући узроци парализе лица су тумор, менингитис, мождани удар, дијабетес мелитус, трауме главе и инфламаторна обољења кранијалних нерава ( саркоидоза, бруцелоза итд. ). У овим условима, неуролошки налази су ретко ограничени на фацијални нерв. Бебе се могу родити са парализом лица. У неколико случајева, билатерална парализа лица је повезана са акутном ХИВ инфекцијом.
У неким истраживањима, вирус херпес симплекса типа 1 (ХСВ-1) је идентификован у већини случајева са дијагнозом Белове парализе путем узорковања ендонеуралне течности. Друга истраживања су, међутим, идентификовала, од укупно 176 случајева дијагностикованих као Белова парализа, ХСВ-1 у 31 случају (18%) и херпес зостер у 45 случајева (26%).
Поред тога, инфекција ХСВ-1 повезана је са демијелинизацијом нерава. Овај механизам оштећења нерва се разликује од горе поменутог – да је едем, оток и компресија нерва у уском коштаном каналу одговорни за оштећење нерва. Демијелинизацију можда чак и не изазива директно вирус, већ непознати имунолошки одговор.

## Дијагноза
Белова парализа је дијагноза искључења, што значи да се дијагностикује елиминацијом других разумних могућности. По дефиницији, не може се утврдити никакав конкретан узрок. За постављање дијагнозе нису потребни рутински лабораторијски или сликовни тестови. Степен оштећења нерва може се проценити коришћењем Хоусе-Брацкманнове оцене.
Једна студија је открила да 45% пацијената није упућено специјалистима, што сугерише да лекари сматрају Белову парализу једноставном дијагнозом којом се лако управља.
Остала стања која могу изазвати сличне симптоме укључују херпес зостер, лајмску болест, саркоидозу, мождани удар и туморе мозга.

### Диференцијална дијагноза
Када се појави парализа лица, многи људи је могу погрешно схватити као симптом можданог удара; међутим, постоји неколико суптилних разлика. Мождани удар обично изазива неколико додатних симптома, као што су утрнулост или слабост у рукама и ногама. И за разлику од Белове парализе, мождани удар обично омогућава пацијентима да контролишу горњи део свог лица. Особа са можданим ударом обично ће имати боре на челу.
У областима где је Лајмска болест уобичајена, она чини око 25% случајева парализе лица. У САД, Лајм је најчешћи у Новој Енглеској и средњоатлантским државама и деловима Висконсина и Минесоте. Први знак око 80% лајмских инфекција, обично једну или две недеље након уједа крпеља, обично је осип који се шири који може бити праћен главобољом, боловима у телу, умором или температуром. У до 10–15% лајмских инфекција, парализа лица се појављује неколико недеља касније и може бити први знак инфекције који се примећује јер лајмски осип обично не сврби и није болан. Вероватноћа да је парализа лица узрокована лајмском болешћу треба да се процени на основу недавне историје активности на отвореном у вероватним стаништима крпеља током топлијих месеци, недавне историје осипа или симптома као што су главобоља и грозница, и да ли парализа утиче на обе стране лице (много чешће код Лајма него код Белове парализе). Ако је та вероватноћа више него занемарљива, треба урадити серолошки тест на лајмску болест, а ако прелази 10%, започети емпиријску терапију антибиотицима, без кортикостероида, и поново проценити по завршетку лабораторијских тестова на лајмску болест. Утврђено је да кортикостероиди штете исходу парализе лица узроковане лајмском болешћу.
Једна болест коју је тешко искључити у диференцијалној дијагнози је захваћеност фацијалног нерва у инфекцијама вирусом херпес зостер. Главне разлике у овом стању су присуство малих пликова, или везикула, на спољашњем уху, значајан бол у вилици, ушном лицу и/или сметњама у врату и слуху, али ови налази повремено могу изостати ( зостер сине херпете ). Реактивација постојеће инфекције херпес зостером која доводи до парализе лица у обрасцу типа Белове парализе је позната као Ремзи Хантов синдром тип 2. Прогноза за пацијенте са Беловом парализом је генерално много боља него за пацијенте са Ремзи Хантовим синдромом типа 2.

## Лечење
Показало се да су стероиди ефикасни у побољшању опоравка код Белове парализе, док антивирусни нису. Код оних који не могу да склопе очи, потребне су мере заштите очију. Лечење током трудноће је слично лечењу код нетрудних.

### Стероиди
Кортикостероиди као што је преднизон побољшавају опоравак након 6 месеци и стога се препоручују. Рани третман (у року од 3 дана од почетка) је неопходан за добробит  са 14% већом вероватноћом опоравка.

### Антивирусна средства
Један преглед је открио да су антивирусни лекови (као што је ацикловир ) неефикасни у побољшању опоравка од Белове парализе осим стероида само код благе до умерене болести. Други преглед је открио корист када се комбинује са кортикостероидима, али је наведено да докази нису баш добри да подрже овај закључак.
Код тешке болести то је такође нејасно. Један преглед из 2015. није нашао никакав ефекат без обзира на озбиљност. Друга рецензија је открила малу корист када се дода стероидима.
Обично се прописују због теоријске везе између Белове парализе и вируса херпес симплекса и варичела зостер. Још увек постоји могућност да они доведу до користи мање од 7%, јер то није искључено.

### Заштита очију
Када Белова парализа утиче на рефлекс трептања и спречава потпуно затварање ока, препоручује се честа употреба капи за очи или масти за очи налик сузама током дана, а за време спавања и одмора препоручује се заштита очију фластерима или затварање траком.

### Физиотерапија
Физиотерапија може бити корисна за неке особе са Беловом парализом јер помаже у одржавању тонуса мишића захваћених мишића лица и стимулише фацијални нерв. Важно је да се пре опоравка спроведу вежбе реедукације мишића и технике меких ткива како би се спречиле трајне контрактуре парализованих мишића лица. Да би се смањио бол, топлота се може применити на захваћену страну лица. Не постоје висококвалитетни докази који подржавају улогу електричне стимулације за Белову парализу.

### Операција
Операција може да побољша исходе код парализе фацијалног нерва која се није опоравила. Постоји велики број различитих техника. Операција осмеха или реконструкција осмеха је хируршка процедура која може вратити осмех особама са парализом фацијалног нерва. Нежељени ефекти укључују губитак слуха који се јавља код 3-15% људи. Кокрејнов преглед (ажуриран 2021), након прегледа применљивих рандомизованих и квази рандомизованих контролисаних испитивања, није могао да утврди да ли је рана операција корисна или штетна. Од 2007. године Америчка академија за неурологију није препоручила хируршку декомпресију.

### Алтернативна медицина
Ефикасност акупунктуре остаје непозната јер су доступне студије ниског квалитета (лош дизајн примарне студије или неадекватне праксе извештавања). Постоје врло пробни докази за хипербаричну терапију кисеоником код тешке болести.

## Прогноза
Већина људи са Беловом парализом почиње да враћа нормалну функцију лица у року од 3 недеље - чак и они који се не лече. У студији из 1982. године, када није било доступног лечења, од 1.011 пацијената, 85% је показало прве знаке опоравка у року од 3 недеље након почетка. За осталих 15%, опоравак је наступио 3-6 месеци касније.
Након праћења од најмање једне године или до рестаурације, потпуни опоравак се догодио код више од две трећине (71%) свих пацијената. Опоравак је оцењен као умерен код 12%, а лош код само 4% пацијената. Друга студија је показала да непотпуне парализе нестају у потпуности, скоро увек у току једног месеца. Пацијенти који поново почну да се крећу у прве две недеље скоро увек потпуно оставе. Када ремисија не наступи до треће недеље или касније, значајно већи део пацијената развија последице. Трећа студија је показала бољу прогнозу за младе пацијенте, млађе од 10 година, док су пацијенти старији од 61 године имали лошију прогнозу.
Главне могуће компликације стања су хронични губитак укуса ( агеузија ), хронични грч лица, бол у лицу и инфекције рожњаче. Још једна компликација може настати у случају непотпуне или погрешне регенерације оштећеног фацијалног нерва. Нерв се може замислити као сноп мањих појединачних нервних веза које се гранају до својих правих одредишта. Током поновног раста, нерви су генерално у стању да прате првобитну путању до правог одредишта - али неки нерви могу да одступе и доведу до стања познатог као синкинеза. На пример, поновни раст нерава који контролишу мишиће причвршћене за око може да скрене у страну и такође поново израсте везе које стижу до мишића уста. На тај начин кретање једног утиче и на друго. На пример, када особа затвори око, угао уста се нехотице подиже.
Око 9% људи има неку врсту текућих проблема након Белове парализе, типично синкинезу о којој је већ било речи, или спазам, контрактуру, тинитус или губитак слуха током покрета лица или синдрома крокодилске сузе. Ово се такође назива густо толакримални рефлекс или Богорадов синдром и подразумева да оболели пролива сузе док једе. Сматра се да је то последица погрешне регенерације фацијалног нерва, чија грана контролише сузне и пљувачне жлезде. Може се јавити и укусно знојење.

## Епидемиологија
Број нових случајева Белове парализе креће се од око једног до четири случаја на 10.000 становника годишње. Стопа се повећава са годинама. Белова парализа погађа око 40.000 људи у Сједињеним Државама сваке године. Погађа отприлике 1 особу од 65 током живота.
У литератури је приказан низ годишњих стопа инциденције: 15, 24, и 25–53  (све стопе на 100.000 становника годишње). Белова парализа није болест која се може пријавити, и не постоје успостављени регистри за особе са овом дијагнозом, што отежава прецизну процену.